# أدريان ألين
أدريان ألين (بالإنجليزية: Adrian Allen)‏ هو مقدم برامج إذاعية بريطاني، ولد في 7 يناير 1962 في City of Sunderland ‏ في المملكة المتحدة.

## وصلات خارجية
- الموقع الرسمي